# Route de France féminine 2018
La Route de France féminine 2018 devait être la onzième édition de la Route de France féminine, course cycliste par étapes disputée en France. Elle devait avoir lieu du 5 au 10 juin 2018, alors que les précédentes éditions se déroulaient en août. Organisée par l'Organisation Routes et Cycles (ORC), la course faisait partie du calendrier UCI féminin en catégorie 2.1. 
Fin avril, à la suite du retrait de la communauté de Nevers, l'organisateur jette l'éponge et la course est annulée.

## Présentation

### Parcours
| Étape     | Date    | Villes étapes                               | type                        | Distance (km) | Vainqueur d'étape | Leader du classement général |
| --------- | ------- | ------------------------------------------- | --------------------------- | ------------- | ----------------- | ---------------------------- |
| 1re étape | 5 juin  | Enghien-les-Bains – Persan                  | étape de plaine             |               |                   |                              |
| 2e étape  | 6 juin  | Châlette-sur-Loing – Châlette-sur-Loing     | contre-la-montre individuel |               |                   |                              |
| 3e étape  | 7 juin  | Saint-Sauveur-en-Puisaye – Pougues-les-Eaux | étape vallonnée             |               |                   |                              |
| 4e étape  | 8 juin  | Fourchambault – Saint-Amand-Montrond        | étape vallonnée             |               |                   |                              |
| 5e étape  | 9 juin  | Saint-Germain-du-Puy – Gouzon               | étape de moyenne montagne   |               |                   |                              |
| 6e étape  | 10 juin | Issoire – Langeac                           | étape vallonnée             |               |                   |                              |